# Sebastian Biederlack
Sebastian Friedrich Felix Biederlack (Hamburg, 16 september 1981) is een voormalig Duits hockeyer. 
Biederlack werd in 2002 en in 2006 wereldkampioen en in 2003 Europees kampioen. Tijdens de Olympische Spelen 2004 won Biederlack met zijn ploeggenoten de bronzen medaille. Biederlack behaalde zijn grootste succes met het winnen van olympisch goud in 2008.

## Erelijst
- 2001 –  Champions Trophy in Rotterdam
- 2002 –  Champions Trophy in Keulen
- 2002 –  Wereldkampioenschap in Kuala Lumpur
- 2003 –  Europees kampioenschap in Barcelona
- 2004 –  Olympische Spelen in Athene
- 2005 – 4e Champions Trophy in Chennai
- 2005 –  Europees kampioenschap in Leipzig
- 2006 –  Champions Trophy in Terrassa
- 2006 –  Wereldkampioenschap in Mönchengladbach
- 2007 –  Champions Trophy in Kuala Lumpur
- 2007 – 4e Europees kampioenschap in Manchester
- 2008 – 5e Champions Trophy in Rotterdam
- 2008 –  Olympische Spelen in Peking

Clemens Arnold · 
Christoph Bechmann · 
Sebastian Biederlack · 
Philipp Crone · 
Eike Duckwitz · 
Christoph Eimer · 
Björn Emmerling · 
Florian Kunz  · 
Björn Michel · 
Sascha Reinelt · 
Justus Scharowsky · 
Ulrich Moissl · 
Christian Schulte · 
Tibor Weißenborn · 
Timo Weß · 
Matthias Witthaus · 
Christopher Zeller · 
Coach: Bernhard Peters
Sebastian Biederlack · 
Moritz Fürste · 
Tobias Hauke · 
Florian Keller · 
Oliver Korn · 
Niklas Meinert · 
Jan-Marco Montag · 
Maximilian Müller · 
Carlos Nevado · 
Max Weinhold · 
Tibor Weißenborn · 
Benjamin Weß · 
Timo Weß  · 
Philip Witte · 
Matthias Witthaus · 
Christopher Zeller · 
Philipp Zeller · 
Coach: Markus Weise